# Geogarypus plusculus
Espèce
Geogarypus plusculus est une espèce de pseudoscorpions de la famille des Geogarypidae.

## Distribution
Cette espèce est endémique du Gascoyne en Australie-Occidentale. Elle se rencontre dans le parc national de la chaîne du Cap.

## Description
Le mâle holotype mesure 1,65 mm et le mâle paratype 1,46 mm.

## Systématique et taxinomie
Cette espèce a été décrite par Cullen et Harvey en 2021.

## Publication originale
- Cullen & Harvey, 2021 : « Two new species of the pseudoscorpion genus Geogarypus (Pseudoscorpiones: Geogarypidae) from northern Australia. » Records of the Western Australian Museum, vol. 36, p. 71–78 (texte intégral).